# Falcon Air Express
Falcon Air Express war eine amerikanische Charterfluggesellschaft mit Sitz in Doral und Basis auf dem Miami International Airport.

## Geschichte

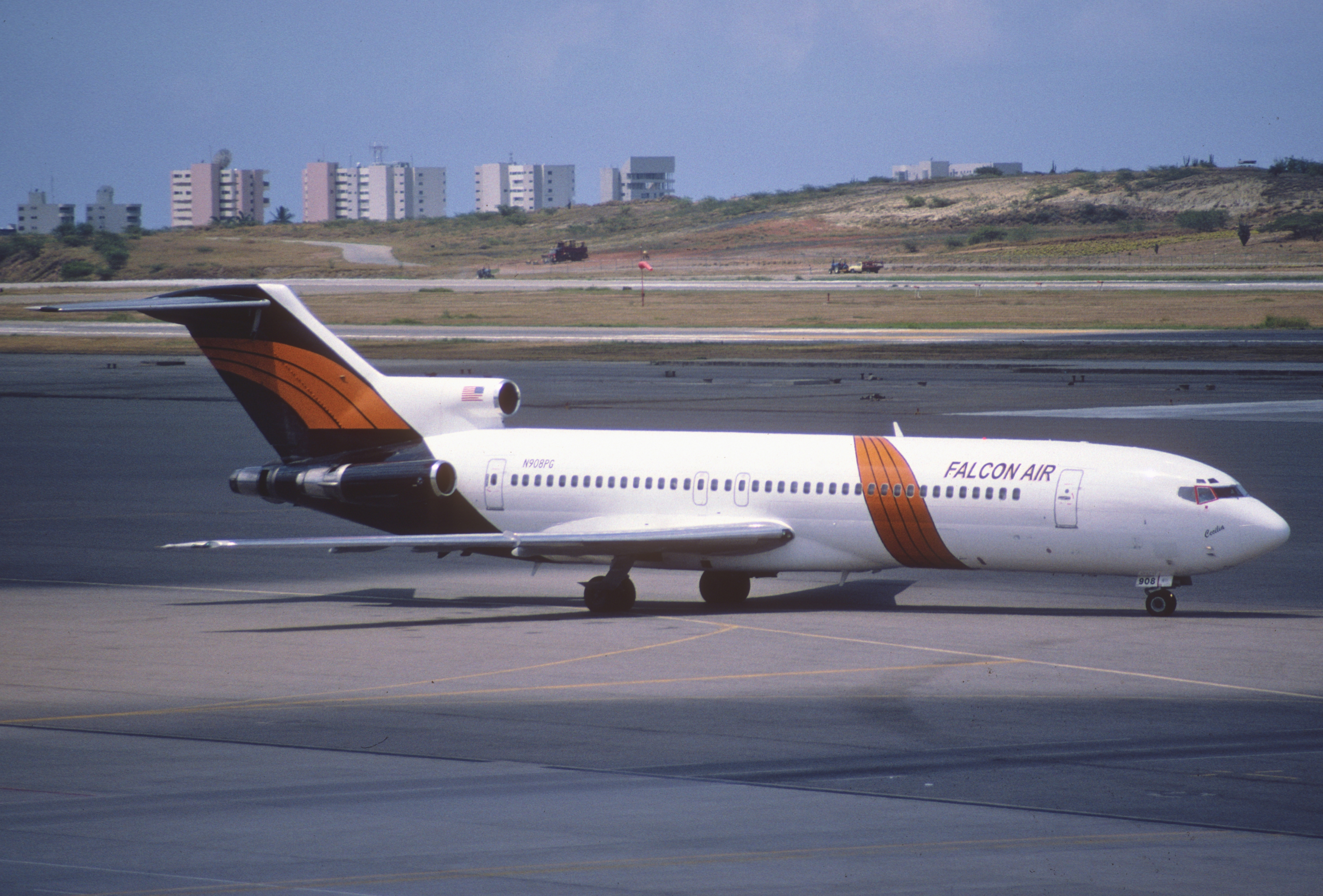
Eine Boeing 727-200 der Falcon Air Express in alter Bemalung

Falcon Air Express wurde 1995 von Emilio Dirube gegründet und nahm im März 1996 den Flugbetrieb auf. Ende 2007 wurde die letzte Boeing 727-200 ausgemustert. Infolgedessen wechselte ebenfalls das Erscheinungsbild der Falcon Air Express.
Im Juni 2015 retournierte Falcon Air Express auf eigenen Wunsch ihr Air Operator Certificate an die Federal Aviation Administration, da es nicht gelungen war, den Vertrag mit dem JPATS zu verlängern. Folglich wurde der Flugbetrieb eingestellt. Wenige Tage später meldete Falcon Air Express Insolvenz an.

## Flugziele

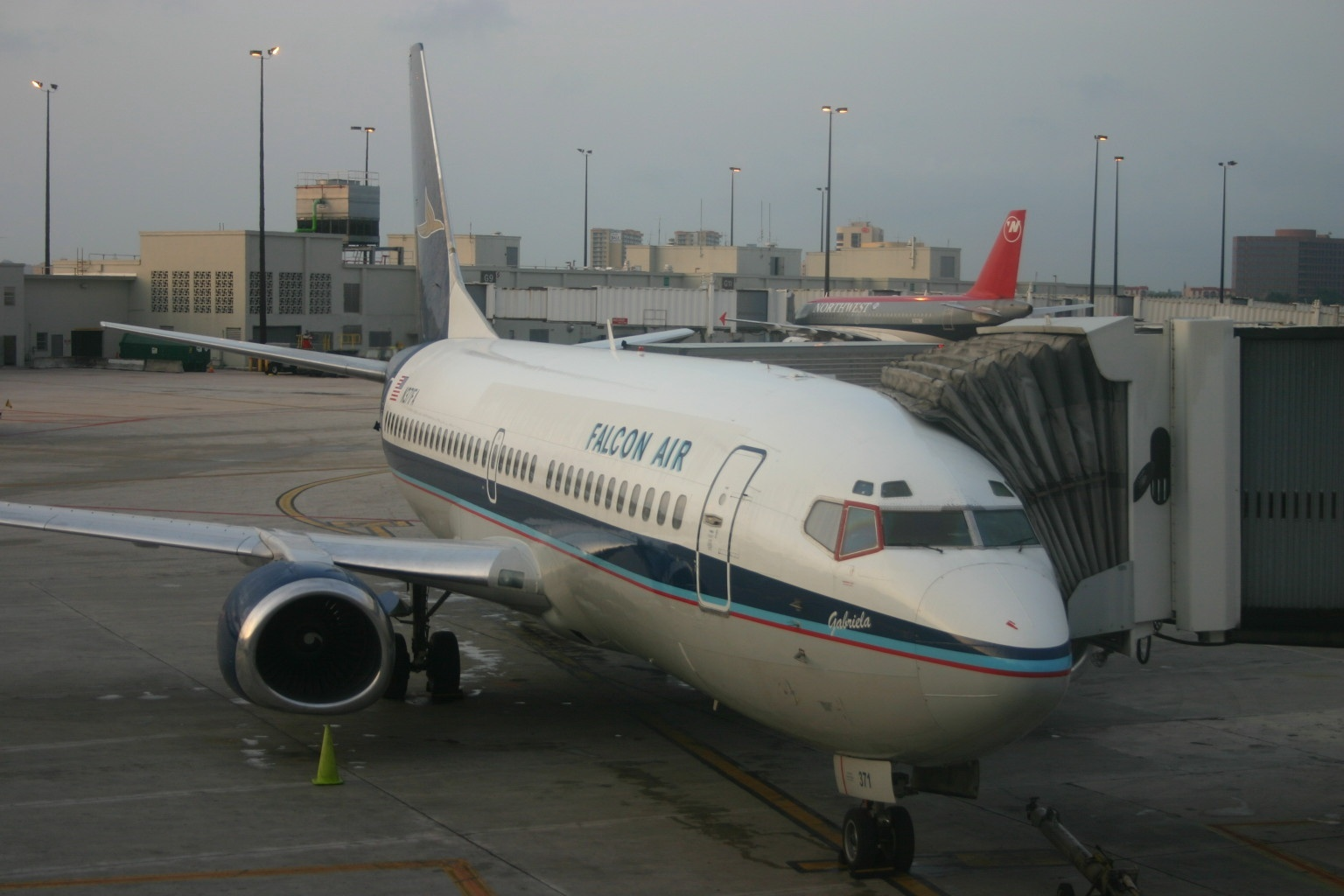
Eine Boeing 737-300 der Falcon Air Express

Von Miami aus wurden hauptsächlich Ziele in Nord- und Südamerika für andere Gesellschaften im Wetlease und Ad-hoc-Charter bedient. Ergänzend dazu wurden Gefangenentransporte und militärische Personalflüge im Auftrag des Verteidigungsministeriums durchgeführt.

## Flotte

### Flotte bei Betriebseinstellung
Mit Stand Januar 2015 bestand die Flotte der Falcon Air Express aus sieben McDonnell Douglas DC-9-83, von denen zwei abgestellt waren. Des Weiteren flogen zwei dieser Maschinen im Auftrag der Homeland Security und für das JPATS. Die Flotte hatte ein Durchschnittsalter von 29,6 Jahren.

### Zuvor eingesetzte Flugzeuge
In der Vergangenheit verwendete Falcon Air Express auch folgende Flugzeugtypen:
- Boeing 727-200
- Boeing 737-300
- ATR 72 (geleast von Northern Air Cargo)